# Renwick (Iowa)
Renwick es una ciudad ubicada en el condado de Humboldt en el estado estadounidense de Iowa. En el Censo de 2010 tenía una población de 242 habitantes y una densidad poblacional de 93,06 personas por km².

## Geografía
Renwick se encuentra ubicada en las coordenadas 42°49′37″N 93°58′53″O / 42.82694, -93.98139. Según la Oficina del Censo de los Estados Unidos, Renwick tiene una superficie total de 2.6 km², de la cual 2.6 km² corresponden a tierra firme y (0%) 0 km² es agua.

## Demografía
Según el censo de 2010, había 242 personas residiendo en Renwick. La densidad de población era de 93,06 hab./km². De los 242 habitantes, Renwick estaba compuesto por el 97.93% blancos, el 0.41% eran afroamericanos, el 0% eran amerindios, el 0.41% eran asiáticos, el 0% eran isleños del Pacífico, el 0.41% eran de otras razas y el 0.83% pertenecían a dos o más razas. Del total de la población el 1.24% eran hispanos o latinos de cualquier raza.